# ام‌وی ابگویت (۱۹۴۷)
ام‌وی ابگویت (۱۹۴۷) (به انگلیسی: MV Abegweit (1947)) یک کشتی بود که طول آن ۳۷۲ فوت (۱۱۳ متر) بود. این کشتی در سال ۱۹۴۴ ساخته شد.